# Forrest City
Forrest City è una località degli Stati Uniti d'America, capoluogo della contea di St. Francis, nello Stato dell'Arkansas.
Qui nacquero l'attore George Wood (attore 1919) e il cantante soul Albert Leornes "Al" Green (13 aprile 1946).